# Grand Prix de Denain 2019
Der 61. Grand Prix de Denain 2019 war ein französisches Straßenradrennen. Das Eintagesrennen startete und endete in Denain nach 198 km. Das Radrennen fand am Donnerstag, den 24. März 2019, statt. Es gehört zur UCI Europe Tour 2019 und war dort in der Kategorie 1.HC eingestuft.

## Teilnehmende Mannschaften
| WorldTeams (3)- AG2R La Mondiale - Groupama-FDJ - Trek-Segafredo Professional Continental Teams (14)- Androni Giocattoli-Sidermec - Burgos-BH - Cofidis, Solutions Crédits - Corendon-Circus - Delko-Marseille Provence - Direct Énergie - Israel Cycling Academy - Riwal Readynez - Roompot-Charles - Sport Vlaanderen-Baloise - Arkéa-Samsic - Vital Concept-B&B Hotels - Wanty-Groupe Gobert - Wallonie Bruxelles Continental Teams (5)- Amore & Vita-Prodir - Development Team Sunweb - Natura4Ever-Roubaix Lille Métropole - Saint Michel-Auber 93 - Tarteletto-Isorex |
| |

## Rennergebnis
| \| Gesamtwertung \| Gesamtwertung \| Gesamtwertung \| Gesamtwertung \| Gesamtwertung \| \| Fahrer \| Fahrer \| Land \| Team \| Zeit \| \| ------------- \| -------------------- \| ------------- \| ----------------------------------- \| --------------- \| \| 1. \| Mathieu van der Poel \| Niederlande \| Corendon-Circus \| 4 h 21 min 39 s \| \| 2. \| Marc Sarreau \| Frankreich \| Groupama-FDJ \| + 3 s \| \| 3. \| Timothy Dupont \| Belgien \| Wanty-Gobert \| + 3 s \| \| 4. \| Matteo Moschetti \| Italien \| Trek-Segafredo \| + 3 s \| \| 5. \| Emiel Vermeulen \| Belgien \| Natura4Ever-Roubaix Lille Métropole \| + 3 s \| \| 6. \| Justin Jules \| Frankreich \| Wallonie Bruxelles \| + 3 s \| \| 7. \| Pierre Barbier \| Frankreich \| Natura4Ever-Roubaix Lille Métropole \| + 3 s \| \| 8. \| Bram Welten \| Niederlande \| Arkéa-Samsic \| + 3 s \| \| 9. \| Samuel Dumoulin \| Frankreich \| AG2R La Mondiale \| + 3 s \| \| 10. \| Romain Cardis \| Frankreich \| Direct Énergie \| + 3 s \| |                      |             |                                     |                 |
| |                      |             |                                     |                 |
| Quellen: ProCyclingStats Cycling Archives |                      |             |                                     |                 |
| Gesamtwertung |                      |             |                                     |                 |
| Fahrer | Fahrer               | Land        | Team                                | Zeit            |
| 1. | Mathieu van der Poel | Niederlande | Corendon-Circus                     | 4 h 21 min 39 s |
| 2. | Marc Sarreau         | Frankreich  | Groupama-FDJ                        | + 3 s           |
| 3. | Timothy Dupont       | Belgien     | Wanty-Gobert                        | + 3 s           |
| 4. | Matteo Moschetti     | Italien     | Trek-Segafredo                      | + 3 s           |
| 5. | Emiel Vermeulen      | Belgien     | Natura4Ever-Roubaix Lille Métropole | + 3 s           |
| 6. | Justin Jules         | Frankreich  | Wallonie Bruxelles                  | + 3 s           |
| 7. | Pierre Barbier       | Frankreich  | Natura4Ever-Roubaix Lille Métropole | + 3 s           |
| 8. | Bram Welten          | Niederlande | Arkéa-Samsic                        | + 3 s           |
| 9. | Samuel Dumoulin      | Frankreich  | AG2R La Mondiale                    | + 3 s           |
| 10. | Romain Cardis        | Frankreich  | Direct Énergie                      | + 3 s           |